# James Dwight Dana

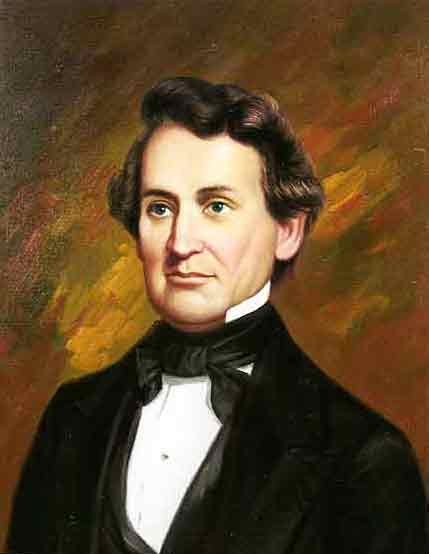
James Dwight Dana

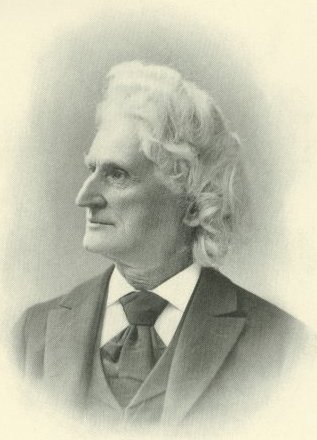
James Dwight Dana op hogere leeftijd

James Dwight Dana (Utica (New York), 12 februari 1813 - New Haven (Connecticut) 14 april 1895) was een toonaangevende 19e-eeuwse Amerikaanse geoloog, mineraloog en zoöloog. Hij stelde theorieën op voor het verklaren van gebergtevorming, vulkanisme en de ligging van de continenten.

## Biografie
Van 1830 tot 1833 studeerde Dana aan het Yale College bij de chemicus Benjamin Silliman. Daarna werkte hij als leraar wiskunde voor de Amerikaanse marine. Tijdens dit werk reisde hij naar het Middellandse Zeegebied.
In 1836 en 1837 was hij assistent van Silliman in het scheikundig laboratorium van Yale. Daarna was hij lid van de United States Exploring Expedition die van 1838 tot 1842 onder kapitein Charles Wilkes de Grote Oceaan en de westkust van Noord-Amerika verkende. Dana onderzocht onder andere de geologie van de Mount Shasta en de Klamath Mountains. Na zijn terugkomst zou Dana zijn gegevens in de loop van dertien jaar uitwerken. In 1844 trouwde hij de dochter van Silliman.

## Wetenschappelijk werk
In 1850 nam hij Sillimans positie als hoogleraar in de natuurhistorie en geologie over. Al snel was Dana de meest vooraanstaande geoloog van de Verenigde Staten. In zijn tijd was hij de enige Amerikaanse geoloog van betekenis; in die tijd werd de geologie namelijk gedomineerd door Britten, Fransen en Duitsers. Zijn publicaties over de geologie van Oregon en Californië kwamen extra in de aandacht te staan toen er rond 1845 een gold rush naar die gebieden op gang kwam. Dana had eerder aangegeven dat er waarschijnlijk goud in sommige regio's te vinden was, en werd nu overstelpt met verzoeken om hier een nauwkeuriger beschrijving van te publiceren.

### Publicaties
Dana is het best bekend om zijn boeken System of Mineralogy (1837) en Manual of Geology (1862), die voor geologen in de Verenigde Staten een tijd lang de belangrijkste handboeken waren en de geologie als wetenschap in de V.S. een grote stap vooruit hielpen. Andere boeken van zijn hand zijn Manual of Mineralogy and Lithology (1848), Corals and Coral Islands (1872) en Characteristics of Volcanoes (1890).

### Geosynclinetheorie
Door zijn onderzoek in de Grote Oceaan en aan de Amerikaanse westkust was Dana overtuigd geraakt van de grote ouderdom van de dieper liggende oceanische korst, en was een tegenstander van catastrofisme. Hij verklaarde vulkanisme langs de randen van de oceaan uit grote breuken waarlangs magma omhoog kan komen. Langs deze breuken zou de verzakking van het oceanisch bekken plaatsvinden. De daling was weer het gevolg van het afkoelen en inkrimpen van de Aarde.
In dezelfde tijd werden door de geologen J.H. Steel en de gebroeders Henry en William Rogers verwarrende observaties gedaan in de Appalachen. Ze vonden overkipte en geplooide pakketten gesteenten, en vermoedden dat deze structuren gevormd waren door het stromen en golven van magma op grote diepte. De aanwijzingen voor grote tektonische druk, zoals overschuivingen en schistociteiten in het gesteente, waren echter moeilijker te verklaren. Dana probeerde deze observaties met zijn eigen ideeën in overeenstemming te brengen. Hij beredeneerde dat, terwijl de oceaanbodem daalde en door steeds meer sediment bedekt raakte, de magma daaronder door de steeds zwaardere last horizontaal naar buiten werd gedrukt. Deze magma zou dan aan de randen van de continenten naar boven komen, waardoor het feit dat veel gebergtes aan de rand van continenten liggen verklaard werd. De horizontale beweging van de magma onder de korst zou dan de opschuivingen veroorzaken.
De Amerikaanse paleontoloog James Hall had intussen vastgesteld dat in veel gebergtes sedimentpakketten ontsloten zijn die meer dan 13.000 m dik zijn. Omdat het voor hem uitgesloten was dat de oceaanbodems zo diep onder zeeniveau konden liggen, nam hij aan dat alleen aan de randen van de oceanen de last van de sedimenten groot genoeg was om de oceaanbodem onder het gewicht te laten dalen. Dana nam deze gedachte van hem over en noemde het de geosynclinetheorie en de zones van grote daling de geosynclines.
Nu was nog niet verklaard waarom er langs de randen van de oceanen vaak gebergtes lagen, maar Dana nam aan dat dit kwam door Leopold von Buchs idee dat de Aarde kromp en daarbij net als een inschrompelende appel "rimpels" krijgt.

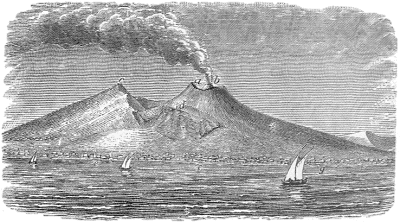
Tekening van de uitbarsting van de Vesuvius in 1834, door James Dwight Dana.

### Ander onderzoek
Dana deed verder onderzoek naar de geologie van de Pacifische regio, biologisch onderzoek naar kreeftachtigen, koraalriffen en zeeanemonen, de Vesuvius (die hij in 1834 zag uitbarsten) en de vulkanen op Hawaï.
Hoewel Dana het systematisch onderzoek van Charles Darwin naar biologische soorten waardeerde, had hij door zijn religieuze afkomst grote moeite de evolutietheorie te aanvaarden. Pas op hoge leeftijd zou hij gedeeltelijk toegeven dat evolutie van soorten mogelijk was.

## Vernoemingen en prijzen
Dana won de Copley Medal van de Royal Society in 1877 en de Wollaston medaille van de Geological Society in 1874.
Naar hem genoemd zijn:
- Een inslagkrater op Mars
- Dorsa Dana, een stelsel mareruggen op de Maan
- De Mount Dana; een berg in Yosemite National Park in Californië, Verenigde Staten.

## Boeken
- Louis Valentine Pirsson, Biografical Memoir of James Dwight Dana, in National Academy Biographical Memoirs, Vol. IX, The National Academy of Sciences, Washington, 1919, pp. 41–92.
- Artikel James Dwight Dana in der Encyclopaedia Britannica von 1911. Gemeinfrei.
- David R. Oldroyd (1996): Thinking about the Earth, Harvard Press, ISBN 0-674-88382-9; dt.: Die Biographie der Erde. Zur Wissenschaftsgeschichte der Geologie, Frankfurt a.M., 1998.
- Johannes Uray, Chemische Theorie und mineralogische Klassifikationssysteme von der chemischen Revolution bis zur Mitte des 19. Jahrhunderts. In: Bernhard Hubmann, Elmar Schübl, Johannes Seidl (Hgg.), Die Anfänge geologischer Forschung in Österreich. Beiträge zur Tagung „10 Jahre Arbeitsgruppe Geschichte der Erdwissenschaften Österreichs“ von 24. bis 26. April 2009 in Graz. Graz 2010, S 107-125.

- Australian Dictionary of Biography: dana-james-dwight-1953
- Bibliothèque nationale de France: cb122841716 (data)
- Author citation (botany): Dana
- Catàleg d'autoritats de noms i títols de Catalunya: 981058529809306706
- CiNii: DA00027211
- Stuttgart Database of Scientific Illustrators 1450–1950: 5917
- Gemeinsame Normdatei: 116020849
- International Standard Name Identifier: 0000 0001 1933 050X
- Library of Congress Control Number: n50055685
- Bibliotheek van het Japanse parlement: 00465248
- Nationale Bibliotheek van Tsjechië: jn20011018540
- Nationale Bibliotheek van Israël: 987007277757505171
- Nationale Bibliotheek van Polen: a0000002123595
- Nederlandse Thesaurus van Auteursnamen: 072008938
- Istituto Centrale per il Catalogo Unico: UFIV072846
- LIBRIS: 183337
- SNAC: w6m61hsc
- Système universitaire de documentation: 031670725
- Museum of New Zealand Te Papa Tongarewa: 29918
- Trove: 1181881
- Union List of Artist Names: 500117085
- Virtual International Authority File: 27128721
- WorldCat: E39PBJk4J4FPf4c9KwDGf4fpfq